# В объективе — животные
«В объекти́ве — живо́тные» — цикл советских научно-популярных телевизионных фильмов о диких животных и природе Советского Союза, появившийся в начале 1980-х годов и транслировавшийся по телевидению СССР на протяжении нескольких лет, в частности в телепередаче «В мире животных». Продолжительность каждого фильма составляла примерно 20 минут. Цикл создавался по заказу Гостелерадио СССР несколькими киностудиями, среди которых были «Леннаучфильм», «Западно-Сибирская студия кинохроники», «Литовская киностудия» и другие. Среди авторов выпусков были Пятрас Абукявичюс, Рейн Маран, Юрий Климов. Всего в рамках цикла вышло 26 фильмов.
В конце 1980-х годов, в разгар перестройки, проект был прекращён.

## Фильмы цикла

### «Зубр» (1981)
Литовская киностудия, автор сценария — Л. Грудзинскас, режиссёр — П. Абукявичюс, операторы — П. Абукявичюс и В. Тваронас. Один из первых выпусков был посвящен зубрам, редким животным, занесённым в Красную книгу, находящимся под угрозой исчезновения. Для создания фильма съемочная группа отправилась в Беловежскую пущу и наблюдала за жизнью и повадками семьи зубров.

### «Дромадеры, бактрианы» (1981)
«Леннаучфильм», автор сценария — А. Банников, режиссёр — Ю. Климов, оператор — А. Дубровский. О жизни и повадках верблюдов, распространённых в низовьях Волги и пустынях Туркмении, о туркменских национальных традициях, связанных с приручением верблюда, о верблюжьих бегах.

### «Волчья семья» (1981)
Литовская киностудия, автор сценария и режиссёр — П. Абукявичюс, операторы — П. Абукявичюс и В. Дамашкявичюс. В одном из глухих уголков Литвы был построен большой вольер, в котором, казалось бы, было все необходимое для «нормальной» волчьей жизни. Оставалось только запустить в вольер хищников и наблюдать за формированием стаи, семьи и потомства. Но всё оказалось гораздо сложнее. Волки вели себя совсем не так, как это описано в книгах. Многие причины таковых расхождений не смогли объяснить даже специалист-зоопсихологи. Видовой фильм о наблюдениях учёных за процессом формирования волчьей семьи — рождении и взрослении волчат, воспитания охотничьего инстинкта у маленьких хищников, взаимоотношениях взрослых животных в стае.

### «Чёрный аист» (1982)
Литовская киностудия, автор сценария — Г. Гражулявичюс, режиссёр — П. Абукявичюс, оператор — А. Балюконис. Об обитателе Бирджайской пущи (Литовская ССР) чёрном аисте, занесённом в Международную Красную книгу. Чёрный аист, в отличие от белого, не стучит клювом и даже не делает намёка на стук. Фильм повествует о первых днях аистят в гнезде, о необычной кормёжке птенцов и о первом полёте.

### «Осьминог» (1982)
«Леннаучфильм», автор сценария — Ю. Астафьев, режиссёр — Ю. Климов, оператор — А. Дубровский. Об одном из обитателей северной части Тихого океана — осьминоге.

### «Гренландский тюлень» (1983)
«Леннаучфильм», автор сценария и режиссёр — Ю. Климов, оператор — А. Дубровский. Об образе жизни и повадках гренландских тюленей, родина которых — Белое море. В фильм вошли редкие кадры, запечатлевшие поведение тюленей в природной среде, уникальные подводные съёмки.

### «Сивуч» (1984)
«Леннаучфильм», автор сценария и режиссёр — Ю. Климов, оператор — А. Дубровский. Фильм, снятый на Дальнем Востоке, рассказывает о сивучах — северных морских львах, их ареале, образе жизни и особенностях поведения.

### «Волчата» (1984)
Литовская киностудия, автор сценария и режиссёр — П. Абукявичюс, операторы — А. Меляускас и П. Абукявичюс. Видовой фильм о наблюдениях учёных за образом жизни, повадками волков, воспитанием и обучением потомства в естественной среде обитания.

### «Змеи» (1985)
«Леннаучфильм», автор сценария и режиссёр — Ю. Климов, операторы — М. Угаров и В. Смирнов. Фильм о ядовитых змеях, обитающих в пустынях Средней Азии — гюрзе, эфе, кобре. В фильм вошли уникальные кадры вылупления детёнышей кобры из яиц.

### «Розовая чайка» (1985)
Литовская киностудия, автор сценария и режиссёр — П. Абукявичюс, оператор — А. Баронас. О розовых чайках — редчайших птицах, обитающих в северной части Восточной Сибири. Этот вид чаек открыл полярный исследователь англичанин Джеймс Росс, и потому её ещё называют чайкой капитана Росса. В Арктике называют человека счастливым, если он, хоть раз, видел розовую чайку. У неё розовый нежный отсвет на груди, а на шее чёрное-черное «ожерелье». В съёмках принимали участие сотрудники Института биологических проблем Севера Дальневосточного научного центра АН СССР, голоса птиц записаны Борисом Вепринцевым.

### «Гнездо на краю света» (1985)
Литовская киностудия, автор сценария — П. Абукявичюс, режиссёр — Л. Аксельрод, оператор — А. Баронас. В поисках редкой птицы — белоплечего орлана — съёмочная группа совершает путешествие на полуостров Камчатка, где расположена знаменитая Долина гейзеров и уникальный Кроноцкий государственный биосферный заповедник и где сохранилась большая популяция белоплечего орлана и где он выводит свое потомство. В фильм вошли уникальные киносъёмки этой птицы.

### «Крохаль» (1985)
«Таллинфильм», автор сценария, режиссёр и оператор — М. Соосаар. Фильм о редкой птице крохале, обитающей на острове Манилайд в Балтийском море у берегов Эстонии. На острове малочисленные жители деревни Мания живут во взаимовыгодном союзе с птичьими семьями: делают гнёзда для птиц, помогают птенцам, получают яйца.

### «Белая сова» (1986)
Литовская киностудия, автор сценария и режиссёр — П. Абукявичюс, операторы — П. Абукявичюс и А. Баронас. О жизни и повадках одной из самых крупных птиц тундры — белой совы. Благодаря особенности полярных сов — защищать гнездовую территорию, рядом с ними охотно селятся тундровые птицы. Совы их не трогают и охраняют от хищников. Съёмочная группа побывала в устье реки Чукчи — родине белой совы, где наблюдала за процессом гнездования и выращивания птенцов.

### «Край непуганых птиц» (1986)
Литовская киностудия, автор сценария — Г. Гражулявичюс, режиссёр — П. Абукявичюс, операторы — А. Баронас и П. Абукявичюс. Съёмки проходили в заказнике Чайгургино на северо-востоке Якутии в низовье реки Колымы. Сюда приехали учёные для изучения гнездящихся здесь перелётных птиц. В фильме показаны птицы тундры: канадские журавли, соколы сапсаны, белоклювые гагары и розовые чайки, а также показано разнообразие цветов летней тундры.

### «Скорпион, тарантул и другие» (1987)
«Леннаучфильм», автор сценария и режиссёр — Юрий Климов, оператор — М. Угаров. Фильм повествует о членистоногих, самых распространённых на планете существах, обитающих повсюду: в горах и лесу, в Арктике, под водой и в пустынях. Именно членистоногим пустыни — скорпионам, каракуртам, тарантулам и сколопендрам — посвящён этот фильм цикла. Участники съёмочной экспедиции смогли запечатлеть их образ жизни, как они охотятся и как происходят их брачные ухаживания. Съёмки фильма проводились в Туркмении.

### «В поисках белого кречета» (1987)
Литовская киностудия, автор сценария — Г. Гражулявичюс, режиссёр — П. Абукявичюс, оператор — А. Баронас. О редкой птице Крайнего Севера — белом кречете, самом крупном из соколов. Фильм снят в устье реки Колымы, где также обитают розовые чайки, белые совы, гуси и немало других птиц. В тундре пасутся стада оленей. Съёмочной группе удалось обнаружить гнездо с уже взрослыми птенцами кречетов, которые готовились к своему первому полёту.

### «Птичьи базары» (1987)
Западно-Сибирская студия кинохроники, автор сценария и режиссёр — В. Новиков, оператор — В. Лапин. О птичьих базарах — одном из чудес Заполярья; о тонких и сложных связях в этом уникальном природном комплексе, о хрупкой и ранимой арктической природе. Съёмки проводились на острове Харлов в Баренцевом море.

### «Мальчик и ворон» (1987)
Литовская киностудия, автор сценария и режиссёр — П. Абукявичюс, оператор — А. Баронас. Рассказ о дружбе мальчика с вороном и общении его с миром природы. А также наблюдения за поведением оленей в дубовых и ясеневых рощах на севере Литвы.

### «Они ведь черепахи…» (1988)
Литовская киностудия, автор сценария и режиссёр — П. Абукявичюс, операторы — П. Абукявичюс и В. Радаев. О редкой популяции болотных черепах, исчезающих в результате нарушения среды их обитания.

### «Главного глазами не увидишь» (1988)
Студия научно-популярных и документальных фильмов Узбекистана, автор сценария — А. Касимов, режиссёр — С. Эгай, оператор — О. Ризаев. В раскалённой солнцем среднеазиатской пустыне глазами не увидишь главного — она полна жизни. Всё здесь подчинено движению экологической цепочки, закону биологического равновесия. Снятый на территории Узбекской ССР фильм позволяет увидеть сложные и интересные взаимосвязи в живой природе.